# Johannes Cotta
Johannes C. H. Th. Cotta, Pseudonym: Lucius Aurunculeius, (* 13. Juli 1862 in Berlin; † 28. August 1944 in Weinböhla) war ein deutscher Schriftsteller, Theaterschauspieler und Theaterregisseur.

## Leben
Er war der Sohn des Rektors Theodor Cotta aus Berlin und studierte zunächst an der Hochschule für Musik in Berlin. Danach ging er in Braunschweig an die Schauspielschule von Anton Hiltl und stand ab 1881 im Alter von 19 Jahren erstmals auf der Bühne. Von 1883 bis 1886 spielte er am Hoftheater in Braunschweig und trat dann längere Auslandsreisen u. a. nach Amerika, in die Schweiz und nach Italien an. 1892 kehrte er endgültig wieder in das Deutsche Reich zurück. Von 1894 bis 1898 war er als Regisseur am Hoftheater in Altenburg tätig. Ab 1898 lebte er als freischaffender Schriftsteller zunächst in Berlin und dann bis zu seinem Tod in Weinböhla bei Dresden, wo er eine eigene, nach ihm benannte Villa Cotta bewohnte.

## Werke (Auswahl)
- Willem Krause der Philosoph. Berliner Dichtung, Berlin, Weinböhla b. Dresden o. J. [1903], DNB 572641532.
- Schlächtermeester Emil Pfannstiel als Pädajoje. Berliner Sittenbild, Berlin, Weinböhla b. Dresden o. J. [1904], DNB 572641648.
- Heinrich Lehmann der Polyjamist. Sittenbild, Berlin, Weinböhla b. Dresden o. J. [1904], DNB 572641575.
- Mit mir allein. Allerlei Wahrheiten a posteriori und a priori.  Dresden, Gerhard Kühtmann, 1912.
- Satiren zum Weltkrieg. Der Mensch, Ruhm, Leben, Fremdwörter, Vaya Verlag,	Halle a. S. 1915, DNB 572641702.
- Aus Johannes Cotta’s Kriegsvorträgen 1914–1915, Sturm, Dresden 1915, DNB 579299376.
- Deutscher Zorn und englischer Neid, Selbstverlag, Weinböhla b. Dresden 1915, DNB 572641842.
- Eine elektrische Ehe und anderes, 3. Aufl., B. Sturm, Dresden 1916, DNB 572641370.
- Die Nervenheilanstalt. Ein Lazaretterlebnis, Selbstverlag, Weinböhla bei Dresden 1918, DNB 572641605.
- Die Wahl. Zeitgemässe Erzählung von einem anderen Stern. Reissner, Dresden 1919, DNB 57264180X.
- Die Weltliteratur für alle. 2 Vorträge, gesprochen als Einladung zu 2 literarischen Abenden des Arbeiterbildungsausschusses für Weinböhla. Ein Nachwort des Ausschusses, Arbeiterbildungsausschuß, Weinböhla 1920, DNB 572641826.
- Das Land der Glückseligkeit. Ein Zukunftsbild für Unzufriedene. Zeitgemäße Erzählung von einem anderen Stern, Horschig, Dresden o. J. [1920], DNB 572835221.
- Der Kabarettkünstler nebst einem Abriß der Geschichte des deutschen Kabaretts, Hermann Beyer, Leipzig o. J. [1925], DNB 102649723X.